# Hạ Giáp
Hạ Giáp là một xã thuộc huyện Phù Ninh, tỉnh Phú Thọ, Việt Nam.
Xã Hạ Giáp có diện tích 6,72 km², dân số năm 1999 là 3952 người, mật độ dân số đạt 588 người/km².